# Керівники Херсонської області

Херсонська облдержадміністрація та обласна рада

Херсонська область була утворена 30 березня 1944 року.

## Голови Херсонського обласного виконавчого комітету
1. Пасенченко-Демиденко Пилип Іванович — 1944 — 1950 р.
2. Барильник Тимофій Григорович — 1950 — січень 1963 рр.
3. Макушенко Микола Олександрович — січень 1963 — грудень 1964 рр. (сільського), грудень 1964 — березень 1969 рр.
4. Кобак Микола Данилович — (промислового) січень 1963 — грудень 1964 рр.
5. Проценко Діна Йосипівна — березень 1969 — квітень 1978 рр.
6. Метляєв Василь Кирилович — 1978 — грудень 1983 рр.
7. Кушнеренко Михайло Михайлович — 21 грудня 1983 — 11 липня 1987 рр., січень 1991 — березень 1992 рр.
8. Мельников Олександр Тихонович — 11 липня 1987 — січень 1991 р.

## Перші секретаріХерсонського обласного комітету КПУ
1. Олексенко Степан Антонович — квітень 1944 — 30 квітня 1944 р.
2. Федоров Олексій Федорович — 30 квітня 1944 — 3 січня 1949 р.
3. Гришко Григорій Єлисейович — 3 січня 1949 — березень 1951 рр.
4. Онищенко Вадим Прохорович — березень 1951 — лютий 1954 рр.
5. Дружинін Володимир Миколайович — лютий 1954 — червень 1956 рр.
6. Єлістратов Петро Матвійович — червень 1956 — січень 1962 рр.
7. Кочубей Антон Самійлович — січень 1962 — січень 1963 рр., 14 січня 1963 — грудень 1964 рр. (сільського), грудень 1964 — жовтень 1972 рр.
8. Халапсін Володимир Миколайович — 17 січня 1963 — грудень 1964 рр.(промислового)
9. Мозговий Іван Олексійович — жовтень 1972 — 28 березня 1980 рр.
10. Гіренко Андрій Миколайович — 28 березня 1980 — 23 червня 1987 рр.
11. Кушнеренко Михайло Михайлович — 23 червня 1987 — серпень 1991 рр.

## Голови Херсонської обласної державної адміністрації

Херсонська облдержадміністрація та обласна рада

1. Мельников Олександр Тихонович — представник президента у Херсонській області — 23 березня 1992 — липень 1994
2. Жолобов Віталій Михайлович — 11 липня 1995 — 7 червня 1996
3. Карасик Юрій Михайлович — 7 червня — 8 серпня 1996 в.о., 8 серпня 1996 — 25 липня 1997
4. Кушнеренко Михайло Михайлович — 28 липня 1997 — 7 квітня 1998
5. Касьяненко Анатолій Іванович — 7 квітня 1998 — 15 липня 1999
6. Вербицький Олександр Євгенійович — 17 липня 1999 — 1 грудня 2001
7. Кравченко Юрій Федорович — 1 грудня 2001 — 21 травня 2002
8. Юрченко Анатолій Петрович — 21 травня 2002 — 5 липня 2004
9. Довгань Сергій Васильович — 5 липня — 11 жовтня 2004
10. Ходаківський Володимир Федорович — 11 жовтня 2004 — 17 січня 2005
11. Сіленков Борис Віталійович — 4 лютого 2005 — 18 березня 2010
12. Гриценко Анатолій Павлович — 18 березня — 18 червня 2010
13. Костяк Микола Михайлович — 18 червня 2010 — 24 лютого 2014
14. Одарченко Юрій Віталійович — 2 березня 2014 — 9 вересня 2014
15. Путілов Андрій Станіславович — 9 вересня 2014 — 18 грудня 2015
16. Січова Валентина Іванівна — 18 грудня 2015 — 28 квітня 2016 в.о.
17. Гордєєв Андрій Анатолійович — 28 квітня 2016 — 12 квітня 2019
18. Бутрій Дмитро Стефанович — 12 квітня — 11 липня 2019 в.о.
19. Гусєв Юрій Веніамінович — 11 липня 2019 — 3 грудня 2020
20. Козир Сергій В'ячеславович — 3 грудня 2020 — 1 березня 2021 т.в.о.
21. Козир Сергій В'ячеславович — 1 березня — 26 жовтня 2021
22. Лагута Геннадій Миколайович — 26 жовтня 2021 — 9 липня 2022
23. Бутрій Дмитро Стефанович — 9 липня 2022 — 3 серпня 2022 т.в.о.
24. Янушевич Ярослав Володимирович — 3 серпня 2022 — 24 січня 2023[1]
25. Прокудін Олександр Сергійович — 7 лютого 2023

## Голови Херсонської обласної ради
1. Кушнеренко Михайло Михайлович — 5 квітня 1990 — липень 1994
2. Жолобов Віталій Михайлович — 7 липня 1994 — 27 червня 1996
3. Третьяков Валерій Михайлович — 15 серпня 1996 — квітень 2002
4. Юрченко Анатолій Петрович — 10 травня — 11 жовтня 2002
5. Ходаківський Володимир Федорович — 11 жовтня 2002 — 20 квітня 2006
6. Причина Геннадій Георгійович — 20 квітня 2006 — 5 травня 2006 в.о.
7. Демьохін Володимир Анатолійович — 5 травня 2006 — 20 липня 2010
8. Пелих Віктор Григорович — 20 липня 2010 — 27 лютого 2014
9. Федько Тамара Іванівна — березень 2014 — жовтень 2015 т.в.о.
10. Путілов Андрій Станіславович — 4 грудня 2015 — 9 вересня 2016
11. Мангер Владислав Миколайович — 27 вересня 2016 — 4 грудня 2020
12. Самойленко Олександр Степанович — 4 грудня 2020 —